# Hypnum thouinii
Hypnum thouinii är en bladmossart som beskrevs av Schwaegrichen 1830. Hypnum thouinii ingår i släktet flätmossor, och familjen Hypnaceae. Inga underarter finns listade i Catalogue of Life.